# Bérengère Dautun
Bérengère Dautun (née le 10 mai 1939) – prénom parfois écrit Bérangère –, de son vrai nom Bérengère Marie Gaubens-Cabrol, est une actrice française, pensionnaire de la Comédie-Française en 1964, puis sociétaire de 1972 à 1997.

## Biographie
Elle a reçu le premier prix au Conservatoire national d'art dramatique de Paris en juillet 1961.
En 1998, elle se marie avec le chirurgien et homme politique Christian Cabrol.
Elle a été promue commandeur des Arts et Lettres en 1998 sur proposition de Catherine Trautmann, ministre de la Culture et officier de la Légion d'honneur le 30 janvier 2008 sur proposition de la ministre de la Culture Christine Albanel.
Elle a créé en 2009 sa propre compagnie, Titan-Bérengère Dautun.

## Filmographie
- 2021 : Lupin
- 2017 : Profilage. Vertiges. de Julien Despaux : Suzanne de Volange.
- 1989 : Les Bijoux
- 1987 : Falsch, des Frères Dardenne
- 1978 : L’Affaire Prince, de Maurice Fryland
- 1978 : Au théâtre ce soir : Le Nouveau Testament de Sacha Guitry, mise en scène Robert Manuel, réalisation Pierre Sabbagh, Théâtre Marigny
- 1978 : Jean-Christophe, de François Villiers
- 1978 : Une fille seule, de René Lucot
- 1977 : Blue Jeans de Hugues Burin des Roziers
- 1977 : Le confessionnal des pénitents noirs de Alain Boudet
- 1977 : Jean de la Fontaine, de Jacques Vigouroux
- 1976 : Quand l’amour vient …faut qu’on va, d'Hervé Basle
- 1975 : Il était une fois… conte en direct sur A2
- 1974 : Valérie, de François Dupont-Midy
- 1974 : Au théâtre ce soir : Édouard, mon fils de Robert Morley et Noel Langley, mise en scène Jacques Ardouin, réalisation Georges Folgoas, Théâtre Marigny
- 1973 : La Ligne de démarcation - épisode 12 : Janine (série télévisée) : Janine
- 1970 : Au théâtre ce soir : Un fil à la patte de Georges Feydeau, mise en scène Jacques Charon, réalisation Pierre Sabbagh, Théâtre Marigny (spectacle de la Comédie-Française)
- 1970 : Le Tricorne, de Jean-Pierre Roux
- 1969 : Les Patates, de Claude Autant-Lara
- 1969 : La Rose de Noël, de Georges Lacombe
- 1968 : Le Distrait, de Ph. Joulia
- 1968 : La carte du tendre, de Jean-Pierre Roux
- 1968 : Eugénie Grandet, d'Alain Boudet, d'après le roman d'Honoré de Balzac Eugénie Grandet.
- 1968 : Catherine, il suffit d'un amour, de Bernard Borderie
- 1968 : Un mur à Jérusalem, d'Albert Knobler et Frédéric Rossif
- 1967 : Le Crime de David Levinstein, d'André Charpak
- 1967 : Le Temps des cerises, de Jean-Pierre Roux
- 1967 : Mozart, d'Alain Boudet
- 1967 : La Fronde, de Claude de Givray
- 1966 : Le Roi d’Ys, d'Alain Boudet
- 1963 : La chasse ou l'amour ravi, d'Alain Boudet
- 1963 : Le vray mystère de la Passion, de Louis Dalmas

## Théâtre

### Comédie-Française
- Entrée à la Comédie-Française le 1er janvier 1964
- Sociétaire le 1er janvier 1972
- Départ le 31 décembre 1997
- 450e sociétaire

- 1964: Cyrano de Bergerac d'Edmond Rostand, mise en scène Jacques Charon, Comédie-Française
- 1965 : Le Songe d'une nuit d'été de Shakespeare, mise en scène Jacques Fabbri, Comédie-Française
- 1965 : Suréna de Corneille, mise en scène Maurice Escande, Comédie-Française
- 1965 : L'Orphelin de la Chine de Voltaire, mise en scène Jean Mercure, Comédie-Française
- 1966 : Le Voyage de Thésée de Georges Neveux, mise en scène Michel Etcheverry, Festival de Bellac
- 1967: Cyrano de Bergerac d'Edmond Rostand, mise en scène Jacques Charon, Comédie-Française
- 1969 : Polyeucte  de Corneille, mise en scène Michel Bernardy, Comédie-Française
- 1970 : Dom Juan de Molière, mise en scène Antoine Bourseiller, Comédie-Française, tournée USA, Canada
- 1970 : Le Songe d'August Strindberg, mise en scène Raymond Rouleau, Comédie-Française
- 1971 : L'Impromptu de Versailles de Molière, mise en scène Pierre Dux, Comédie-Française
- 1971 : Becket ou l'Honneur de Dieu de Jean Anouilh, mise en scène de l'auteur et Roland Piétri, Comédie-Française
- 1971 : Le Malade imaginaire de Molière, mise en scène Jean-Laurent Cochet, Comédie-Française
- 1972: Cyrano de Bergerac d'Edmond Rostand, mise en scène Jacques Charon, Comédie-Française
- 1972 : Antigone de Bertolt Brecht, mise en scène Jean-Pierre Miquel, Comédie-Française au Théâtre national de l'Odéon
- 1973 : L'Impromptu de Versailles de Molière, mise en scène Pierre Dux, Comédie-Française
- 1973 : On ne saurait penser à tout de Alfred de Musset, mise en scène Jean-Laurent Cochet, Comédie-Française
- 1973 : Un fil à la patte de Georges Feydeau, mise en scène Jacques Charon, Comédie-Française
- 1975 : La Célestine de Fernando de Rojas, mise en scène Marcel Maréchal, Comédie-Française au Théâtre Marigny
- 1976 : Hommage à Jean Cocteau, conception André Fraigneau, Comédie-Française
- 1976 : La Commère de Marivaux, mise en scène Jean-Paul Roussillon, Comédie-Française
- 1976 : Maître Puntila et son valet Matti de Bertolt Brecht, mise en scène Guy Rétoré, Comédie-Française au Théâtre Marigny
- 1976 : Iphigénie en Aulide de Racine, mise en scène Jacques Destoop, Comédie-Française
- 1976 : Cyrano de Bergerac de Edmond Rostand, mise en scène Jean-Paul Roussillon, Comédie-Française
- 1977 : Le Malade imaginaire de Molière, mise en scène Jean-Laurent Cochet, Comédie-Française
- 1978 : Britannicus de Racine, mise en scène Jean-Pierre Miquel, Comédie-Française
- 1979 : Dave au bord de mer de René Kalisky, mise en scène Antoine Vitez, Comédie-Française au Théâtre national de l'Odéon
- 1980 : Simul et singulis, Soirée littéraire consacrée au Tricentenaire de la Comédie-Française, mise en scène Jacques Destoop, Comédie-Française
- 1981 : Sertorius de Corneille, mise en scène Jean-Pierre Miquel, Comédie-Française Salle Richelieu
- 1981 : Victor ou les Enfants au pouvoir de Roger Vitrac, mise en scène Jean Bouchaud
- 1981 : La Dame de chez Maxim de Georges Feydeau, mise en scène Jean-Paul Roussillon, Comédie-Française
- 1983 : Victor ou les Enfants au pouvoir de Roger Vitrac, mise en scène Jean Bouchaud, Comédie-Française au Théâtre national de l'Odéon
- 1984 : Le Suicidé de Nikolaï Erdman, mise en scène Jean-Pierre Vincent, Comédie-Française au Théâtre national de l'Odéon
- 1985 : La Tragédie de Macbeth de William Shakespeare, mise en scène Jean-Pierre Vincent, Festival d'Avignon
- 1987 : Esther de Racine, mise en scène Françoise Seigner, Comédie-Française au Théâtre national de l'Odéon, Théâtre de la Porte-Saint-Martin
- 1987 : Dialogue des Carmélites de Georges Bernanos d'après Gertrud von Lefort, Raymond Leopold Bruckberger, Philippe Agostini, mise en scène Gildas Bourdet, Comédie-Française à l'Opéra de Lille, au Théâtre de la Porte-Saint-Martin
- 1989 : Michelet ou le Don des larmes d'après Jules Michelet, mise en scène Simone Benmussa, Comédie-Française au Petit Odéon
- 1990 : L'Émission de télévision de Michel Vinaver, mise en scène Jacques Lassalle, Théâtre national de l'Odéon, Théâtre national de Strasbourg
- 1995 : Occupe-toi d'Amélie de Georges Feydeau, mise en scène Roger Planchon, Comédie-Française
- 1997 : La Vie parisienne de Jacques Offenbach, mise en scène Daniel Mesguich

### Hors Comédie-Française
- 1960 : Jean de la Lune de Marcel Achard, mise en scène Bernard Dhéran
- 1961 : Dommage qu'elle soit une putain de John Ford, mise en scène Luchino Visconti, Théâtre de Paris
- 1962 : George Dandin de Molière, mise en scène Daniel Leveugle, Théâtre de l'Alliance française
- 1963 : Les Amours de Palerme de Lope de Vega, mise en scène Daniel Leveugle, Festival du Languedoc
- 1968 : La guerre de Troie n'aura pas lieu de Jean Giraudoux, mise en scène Jean Darnel, Théâtre antique d'Arles
- 1968 : Britannicus de Racine, mise en scène Maurice Escande, Théâtre antique d'Arles
- 1974 : Macbett d'Eugène Ionesco, mise en scène Jacques Mauclair, Festival de Vaison-la-Romaine
- 1974 : Le Roi se meurt d'Eugène Ionesco, mise en scène Jacques Mauclair, en tournée en Italie
- 1998 : L'Idiot d'après Fiodor Dostoïevski, mise en scène Jacques Mauclair et Gérard Caillaud, Théâtre 14 Jean-Marie Serreau
- 1999 : L'Idiot d'après Fiodor Dostoïevski, mise en scène Jacques Mauclair et Gérard Caillaud, Théâtre de la Madeleine
- 2003 : Hamlet de William Shakespeare, mise en scène Jean-Luc Jeener, Théâtre du Nord-Ouest
- 2007 : Laisse flotter les rubans de Jacqueline de Romilly, mise en scène Philippe Rondest, Théâtre des Mathurins
- 2008 : Les femmes savantes de Molière, mise en scène Colette Teissèdre, Théâtre du Nord-Ouest
- 2009 : Les Cahiers de Malte Laurids Brigge de Rainer Maria Rilke, mise en scène par Bérengère Dautun, Théâtre de la Huchette
- 2010 : Les Cahiers de Malte Laurids Brigge de Rainer Maria Rilke, mise en scène et adaptation par Bérengère Dautun, Petit Hébertot
- 2011 : Refuge pour temps d'orage de Patrick de Carolis, mise en scène et adaptation Bérengère Dautun, Petit Hébertot
- 2012 : J'accuse d'après Émile Zola, adaptation de Bérengère Dautun, mise en scène de Xavier Jaillard, Petit Hébertot
- 2013 : Dans le regard de Louise de et avec Georges Dupuis, mise en scène Yves Pignot, Théâtre Le Ranelagh
- 2014 : Les coquelicots des tranchées de Georges-Marie Jolidon, adaptation et mise en scène par Xavier Lemaire, ayant obtenu le Molière du meilleur spectacle public en 2015.
- 2014 : Comtesse de Ségur née Rostopchine, Théâtre Le Ranelagh
- 2015 : Comtesse de Ségur née Rostopchine, Théâtre Comédie Bastille
- 2016 : Je l'appelais Monsieur Cocteau de Carole Weisweiller, Studio Hébertot
- 2017 : Compartiment fumeuse, Studio Hébertot
- 2017 : Cantate pour Lou von Salomé, écrit et joué par Bérengère Dautun, mise en scène de Anne Bouvier, Studio Hébertot
- 2018 : La Dame céleste et le diable délicat, adapté et joué par Bérengère Dautun d'après l'œuvre de Claude-Alain Planchon, Studio Hébertot
- 2019 : Le Choix de Gabrielle, écrit et mis en scène par Danielle Mathieu-Bouillon, Studio Hébertot. Spectacle repris au festival d'Avignon mise en scène par Marie Broche.
- 2022 : Ma Vie en aparté, écrit et mis en scène par Gil Galliot, Studio Hébertot.
- 2022 : Clara Malraux la rebelle de Betty Hania, mis en scène de Norbert Mouyal, Théâtre Le Verbe fou, Avignon
- 2023 : Le Bateau pour Lipaïa de Alexeï Arbouzov, mis en scène par Gil Galliot, Studio Hébertot
- 2025 : Malwida de Michel Mollard, mise en scène François Michonneau, Studio Hébertot
- 2025 : Le Bétin écrit et mis en scène par Olivier Lusse Mourier, Studio Hébertot

## Distinctions

### Décorations
- Chevalier de l'ordre national du Mérite[2]
- Commandeur de l'ordre des Arts et des Lettres Elle est faite commandeur lors de la promotion du 11 décembre 1997[3].
- Officier de la Légion d'honneur Elle est faite chevalier le 31 décembre 1993[4] pour ses 32 ans d'activités théâtrales, puis est promue officier le 30 janvier 2008[5].